# ID — Identity и её решающая роль в защите демократии
«ID: Identity и её решающая роль в защите демократии» — политический манифест Натана Щаранского, написанный при участии Ширы Волоски-Вайс под редакцией Рона Дермера. 

## Содержание
Identity - «идентичность», самоидентификация - то, с чем человек солидаризируется и считает себя его частью. Типически — религиозная и/или национальная идея. В наше время такая идентичность рассматривается обычно как враг демократии и причина ненависти и войн. Основная идея книги, что сильная самоидентификация не мешает демократии. Напротив, без неё демократические страны не имеют достаточно моральных сил, чтобы за себя бороться.
Щаранский утверждает превосходство американской модели демократии над европейской. В США, по Щаранскому, сильная самоидентификация не мешает приверженности демократии. Наоборот, т.н. «дефисная самоидентификация» итало-американец, афро-американец и т.д. способствует представлению о разнообразии людей, которые образуют сообщества, объединённые в одно взаимным уважением и стремлением к свободеБорис Межуев. Роль идентичности в защите демократии. Хроника одной революции..